# Municipio de Peacock
El municipio de Peacock (en inglés: Peacock Township) es un municipio ubicado en el condado de Lake, Míchigan, Estados Unidos. Según el censo de 2020, tiene una población de 398 habitantes.

## Geografía
Está ubicado en las coordenadas 44°1′20″N 85°51′23″O / 44.02222, -85.85639. Según la Oficina del Censo de los Estados Unidos, tiene una superficie total de 92.64 km², de la cual 90,44 km² corresponden a tierra firme y (2,38 %) 2,2 km² es agua.

## Demografía
Según el censo de 2020, hay 398 personas residiendo en el municipio de Peacock. La densidad de población es de 4,40 hab./km². El 91.2 % son blancos, el 0.5 % son amerindios, el 0,25 % son asiáticos, el 1 % son de otras razas y el 7 % son de dos o más razas. Del total de la población, el 2.3 % son hispanos o latinos de cualquier raza.